# Otto Amend
Otto Amend (* 7. April 1876 in Langen (Hessen); † nach 1942) war ein deutscher Jurist und nationalsozialistischer Funktionär.

## Leben
Er war der Sohn des Landgerichtsassessors Theodor Amend und dessen Ehefrau Karoline geborene Schmidt. Nach dem Besuch des Gymnasiums in Darmstadt ging Otto Amend an die Universität Würzburg, anschließend nach München und nach Gießen, wo er Rechtswissenschaften studierte. 1898 legte er das Examen in Gießen ab und nahm den Vorbereitungsdienst am Landgericht auf. Danach wechselte er zum Kreisamt Darmstadt. Von 1900 bis 1901 war er Einjähriger Freiwilliger beim Militär im 1. Hessischen Infanterie-Regiment 115. Ab 1908 arbeitete er als Rechtsanwalt am Oberlandesgericht Darmstadt. 1913 trat er in den Hessischen Automobil-Club ein. Von 1914 bis 1918 nahm Otto Amend am Ersten Weltkrieg teil.
1920 wechselte Otto Amend vom Oberlandesgericht Darmstadt nach Berlin, wo er bis 1926 als Steueranwalt tätig war. Danach ging er wieder nach Darmstadt zurück, wo er als Rechtsanwalt und ab 1934 auch als Notar wirkte. Seine Kanzlei teilte er sich mit dem NSDAP-Politiker und Rechtsanwalt Wilhelm Klein am heutigen Luisenplatz, dem Stadtmittelpunkt Darmstadts (damals Adolf-Hitler-Platz).
Zum 1. Juli 1931 trat er der NSDAP bei (Mitgliedsnummer 651.555).
Im November 1932 wurde Otto Amend Gauobmann für den Oberlandesgerichtsbezirk Darmstadt im Bund Nationalsozialistischer Deutscher Juristen (BNSDJ), der 1928 als Organisation innerhalb der NSDAP durch Hans Frank gegründet wurde. Bereits im Februar 1933 stieg er dort zum Gauführer auf. Im Februar 1933 wurde Otto Amend in den Stab der Rechtsabteilung der Reichsleitung berufen.

## Ehrungen
- Eisernes Kreuz II. Klasse
- Hessische Tapferkeitsmedaille
- Hessisches Militärehrenzeichen